# Lützgenauel
Lützgenauel ist ein Ortsteil der Gemeinde Eitorf im Rhein-Sieg-Kreis.

## Lage
Der Ort Lützgenauel liegt am nördlichen Ufer der Sieg und an den bewaldeten Hängen der Nutscheid unterhalb der Küpp. Nachbarorte sind Bourauel im Osten und Merten im Westen.

## Geschichte
1645 wurde der Ort erstmals erwähnt. Der Eintrag findet sich im Blankenberger Rentbuch. 1885 hatte Lützgenauel sechs Häuser mit 29 Einwohnern. Damals gehörte der Ort zur Gemeinde Merten. 
1910 gab es im Ort die Haushalte Ackerer Jodokus Halft, Fabrikarbeiter Josef Wegscheid, Ackerin Witwe Peter Wegscheid, Schuster Wilhelm Weiss und Abdecker Ludwig Wiederstein.